# Navasota (město)
Navasota je město v jihovýchodním Texasu v USA v okrese Grimes, čítající přibližně 7 600 obyvatel. Město leží na jižním břehu stejnojmenné řeky. Mezi slavné rodáky patří bluesman Mance Lipscomb. V roce 1859 zde byla postavena železnice a Navasota se tak stala důležitým centrem oblasti.